# Ваджрапані

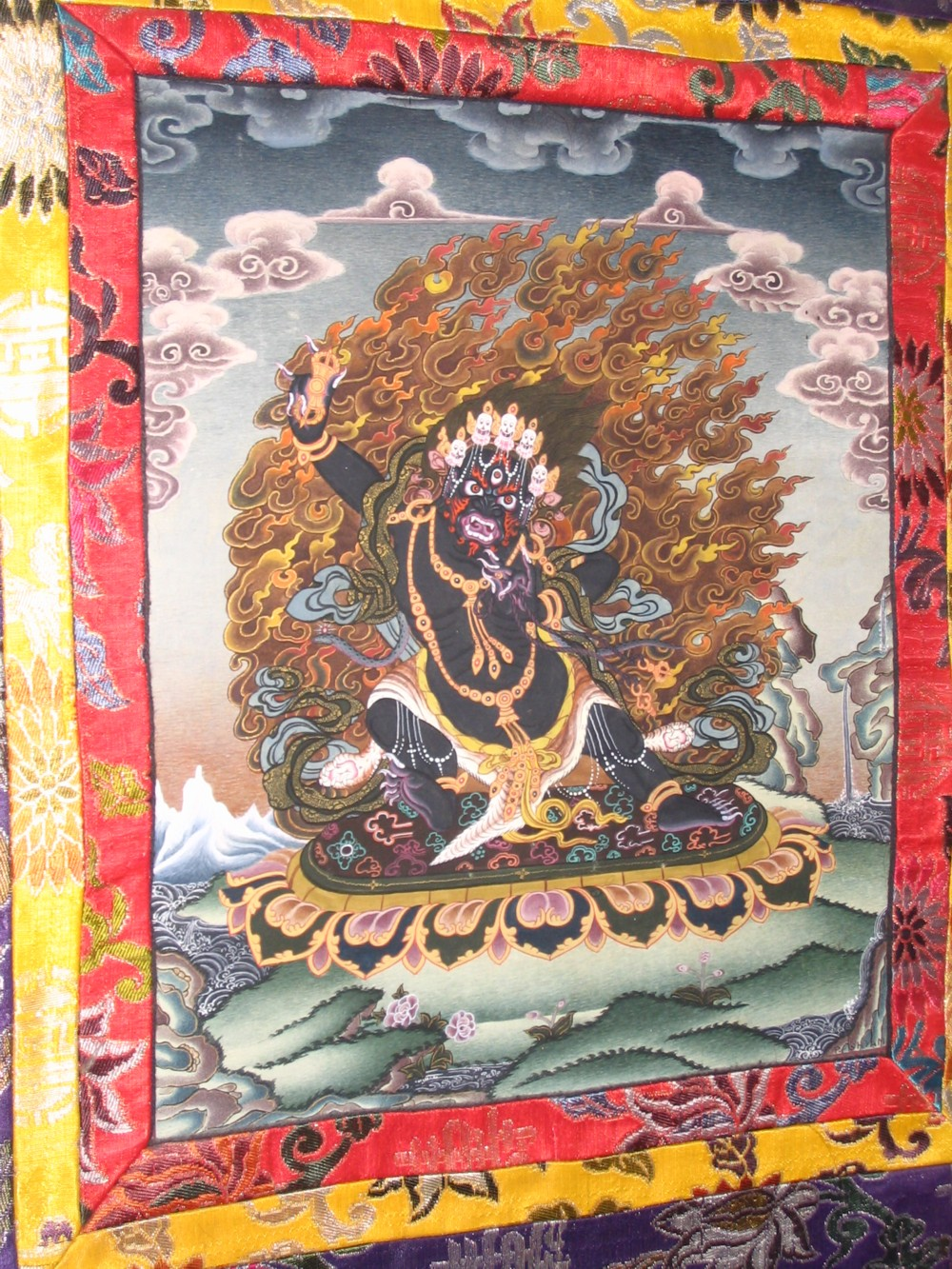
Ваджрапані, тханка

Ваджрапані (санскр. [vajra] — «удар блискавки» або «діамант», і pāṇi — «в руці»; тобто «тримає ваджру») — в буддизмі бодхісаттва. Є захисником Будди і символом його могутності. Широко поширений в буддійській іконографії як один з трьох богів-охоронців, оточуючих Будду. Кожен з них символізує одну з чеснот Будди: Манджушрі — прояв мудрості всіх Будд, Авалокітешвара — прояв співчуття всіх Будд, Ваджрапані — прояв могутності всіх Будд.

## Вчення

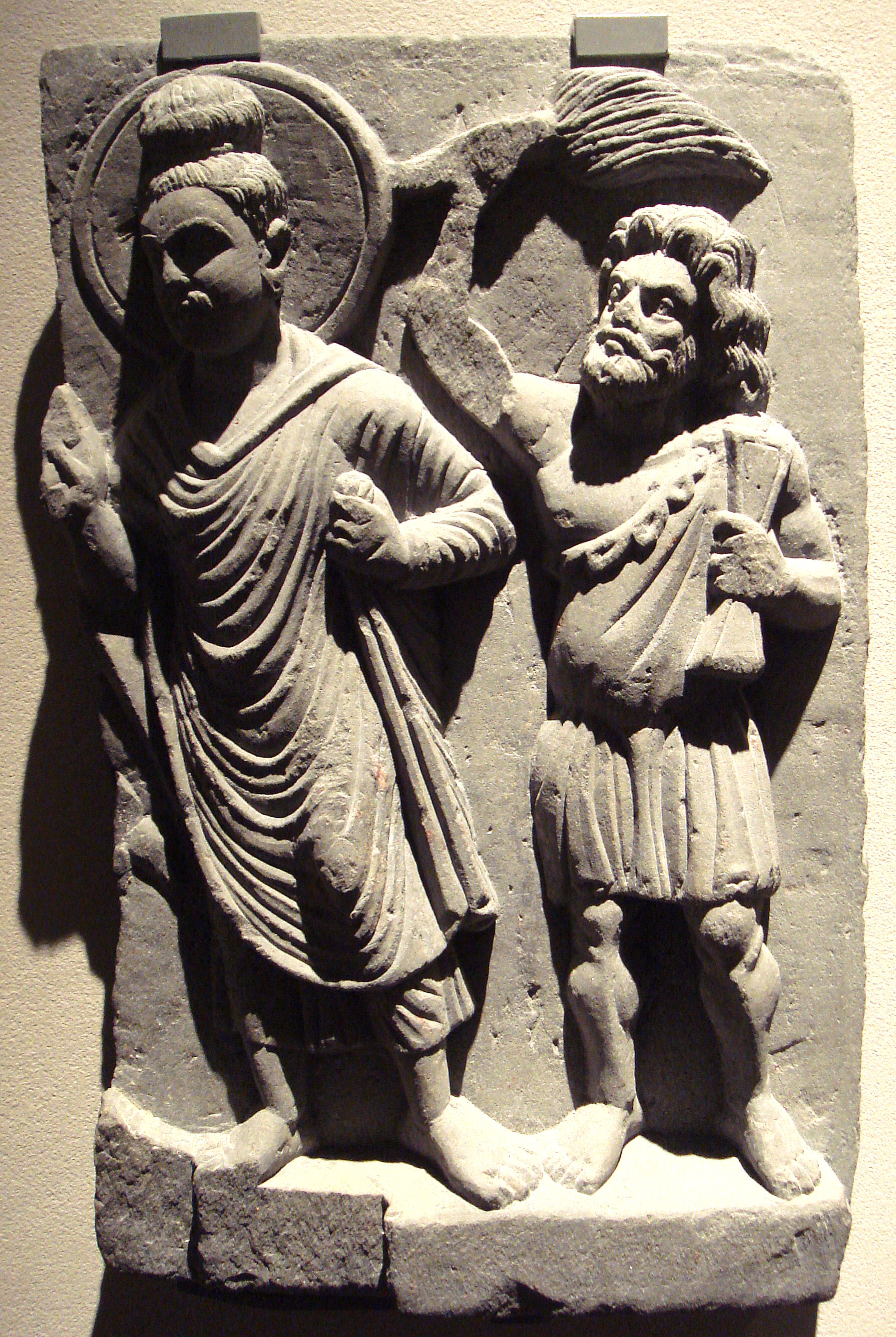
Гаутама Будда і його захисник Ваджрапані. Гандхара, 2 століття н. е.

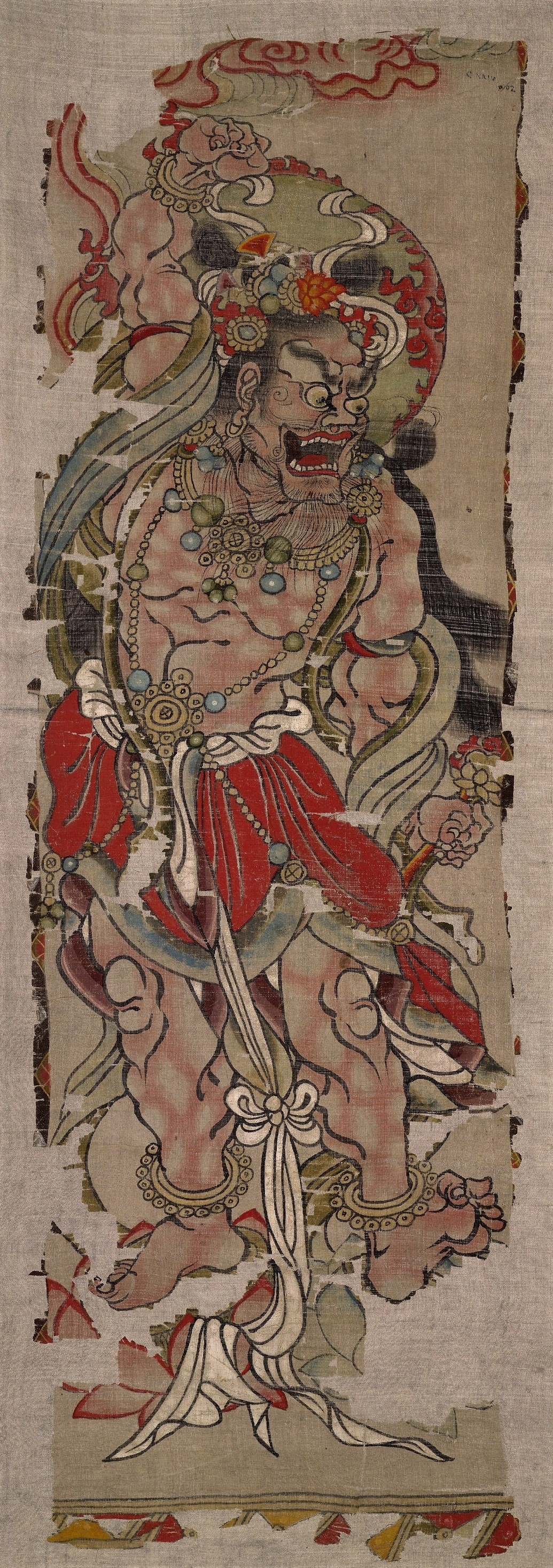
Картина Ваджрапані в Таємній Бібліотеці Печери Моґао, Китай. Уособлення сили і гніву. Кінець 9-го століття, Династія Тан

На санскриті Ваджрапані називають також Ваджрасаттва[джерело?] (vajra-sattvaIAST), а на тибетському — Чана Дордже (Phyag na rdo rje).
У Сутрі золотого блиску (санскр. सुवर्णप्रभासोत्तमसूत्रेन्द्रराजसुवर्णप्रभासोत्तमसूत्रेन्द्रराज suvarṇaprabhāsottamasūtrendrarājaḥIAST) він називається «великим генералом якшів».
Широко поширена думка про Ваджрапані як про бодгісаттву, який проявляє могутність усіх Будд, як Авалокітешвара виявляє їх велике співчуття, Манджушрі — їх мудрість, а Тара — їх чудотворні діяння. Для йогів Ваджрапані представляє спосіб сповнення твердої рішучості і символізує непослаблену ефективність у підкоренні невігластва. Його напружена поза — це поза воїна-лучника (pratayalidha). Вона нагадує позицію «до бою» у фехтуванні. У своїй витягнутій правій руці він тримає ваджру, а в лівій — ласо, яким він зв'язує демонів. Ваджрапані носить корону з черепів, з під якої видно його волосся. У нього гнівний вираз обличчя. У нього позначене третє око. Також він носить зміїне намисто і пов'язку зі шкури тигра, чия голова видна у його правого коліна.
У Амбаттха Сутті палійського канону розповідається про один приклад як Ваджрапані захищав честь Будди. Молодий брамін по імені Амбаттха відвідав Будду і образив його, кажучи, що клан Шак'я, з якого був родом Будда, є жалюгідним і низьким і повинен схилятися перед брамінами. У відповідь Будда запитав браміна, чи не веде його сім'я походження від «рабині Шак'я». Амбата продовжив ображати Будду, не відповідаючи на його запитання. Коли Будда не отримав відповіді і вдруге, він попередив Амбату, що його голова буде розбита на шматочки, якщо він не відповість, і в третій раз. Амбата злякався, побачивши Ваджрапані, що проявляється над головою Будди і готового вдарити браміна своєю ваджрою, і швидко порозумівся.
Кожен бодгісаттва на шляху до того, щоб стати Буддою, має право на захист Ваджрапані, що робить його непереможним для будь-яких атак з боку «як людей, так і привидів».

## Мантра
З Ваджрапані пов'язана мантра:
oṃ vajrapāṇi hūṃ phaṭIAST
Його насіннєвий склад — hūṃIAST.

## Покровитель монастиря Шаолінь
У своїй книзі Монастир Шаолінь (2008) професор Меїр Шахар згадує Ваджрапані як святого покровителя монастиря Шаолінь. Коротка історія в антології Тан автора Чжан Чжо (660-741) показує, наскільки Ваджрапані шанувався у монастирі як мінімум з восьмого століття. У цій історії розповідається про ченця Шаолінь Сенчоу (480-560), який знайшов надприродну силу і став майстром бойових мистецтв, молячись Ваджрапані та харчуючись сирим м'ясом. Настоятель монастиря Цзудуань (1115-1167) спорудив на його честь колону під час династії Сун.
В Шаоліні також вважають Ваджрапані проявом бодгісаттви Ґуаньїнь. Китайський учений А Де вважає, що причина цього в тому, що в Лотосовій сутрі сказано, що Ґуаньїнь може приймати вигляд будь-якого створіння, щоб найкращим чином сприяти поширенню дгарми.

## Іконографія

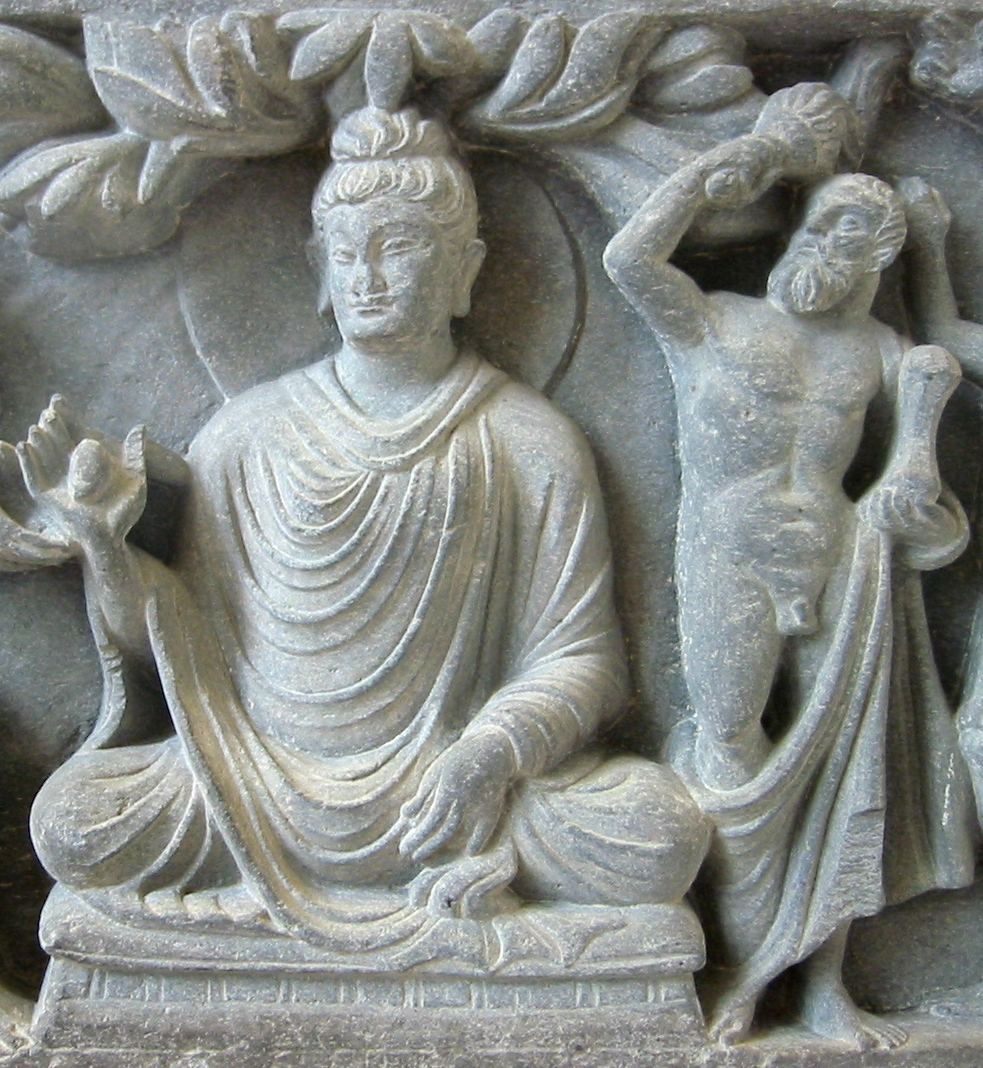
Зображення Ваджрапані, захисника Будди, в образі Геракла (праворуч), 2 століття н. е. Гандхара, Британський музей.

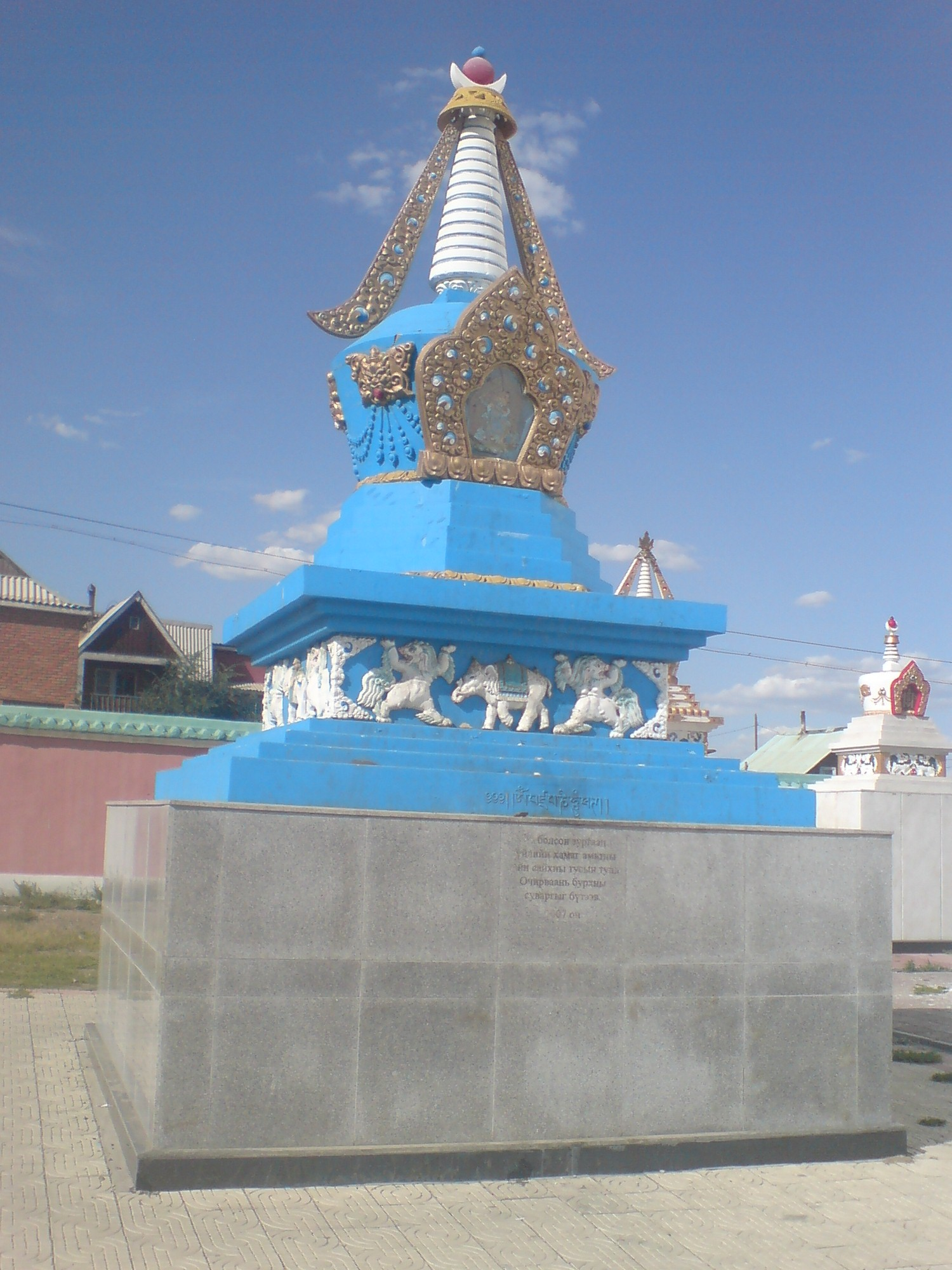
Ступа Ваджрапані у Гандані (Улан-Батор)

Буддхагхоша пов'язав Ваджрапані з богом Індрою, тому його перші зображення в Індії були ототожнені з богом грому. Коли буддизм поширився в Центральну Азію і змішався з елліністичними впливами, утворивши греко-буддизм, то грецький герой Геракл був прийнятий для зображення Ваджрапані. Надалі він звичайно зображувався м'язистим атлетом з короткою «діамантовою» палицею в руках.
З 6-го століття буддизм Махаяни поширювався в Китай, Корею і Японію. В Японії Ваджрапані відомий як Сюконгосін (яп. 執金剛神, сюконго:сін, Бог, який тримає діамантовий жезл) і був натхненням для ніо (яп.  仁王 ні о:, букв. великодушні королі) гнівного і могутнього божества-охоронця Будди, що стоїть по сьогодні біля входу багатьох буддійських храмів у вигляді лякаючої статуї, схожої на борця.
Деякі припускають, що божество Картикея, яке носить титул Сканда, — це теж прояв Ваджрапані, оскільки вони обидва тримають ваджру як зброю і зображуються у вогняному сяйві.

## Галерея

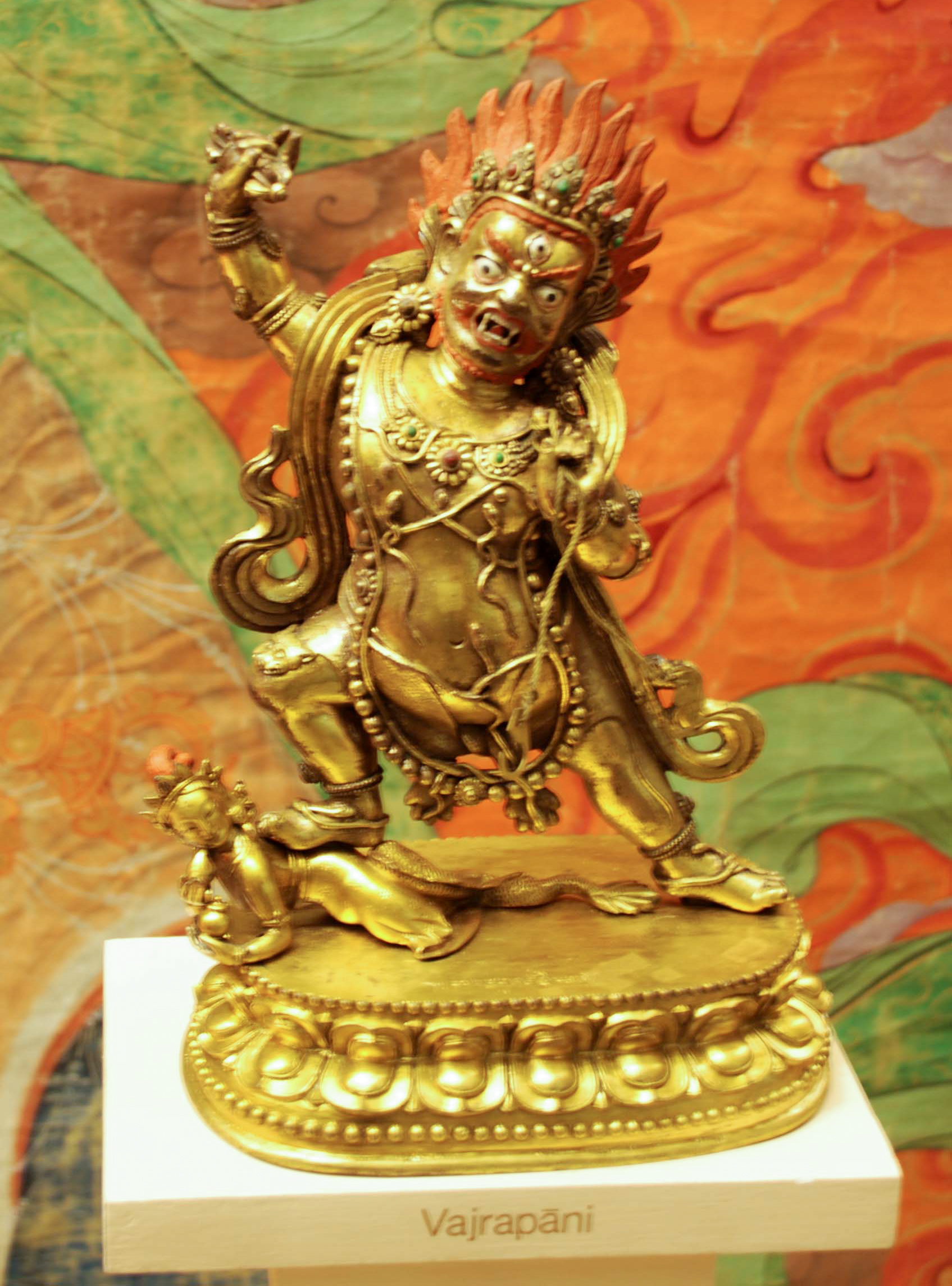
Статуя Ваджрапані в Американському музеї історії природознавства, Нью-Йорк
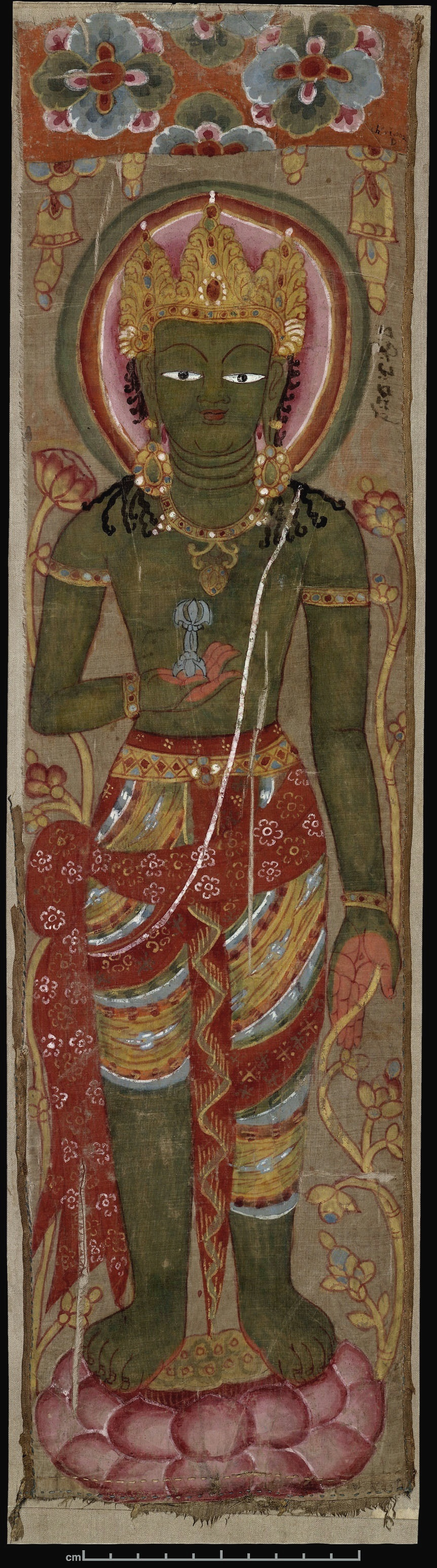
Богістава Ваджрапані, IX століття, Британський музей
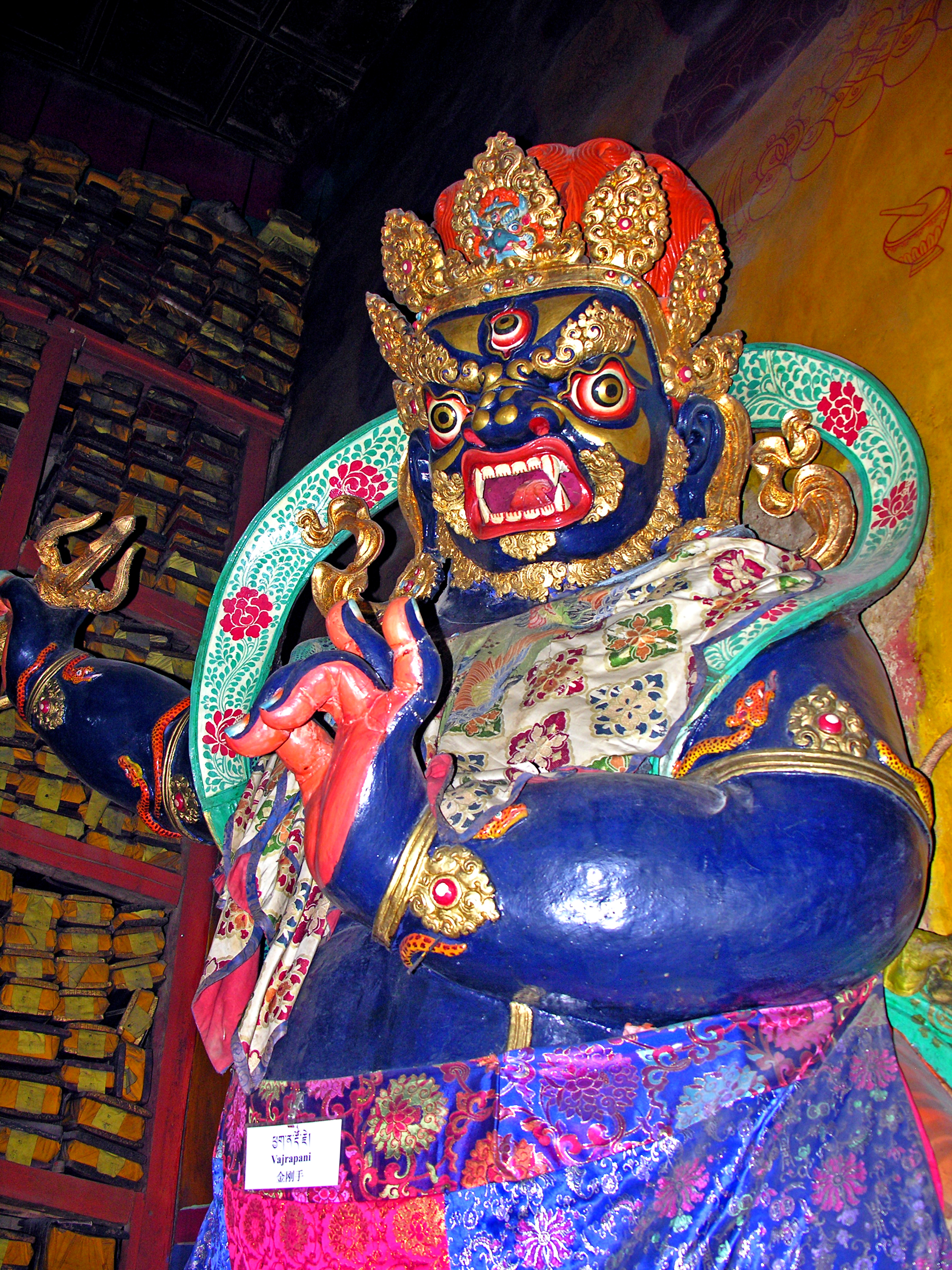
Ваджрапані у Мнастирі Depung, Лхаса, Тибет
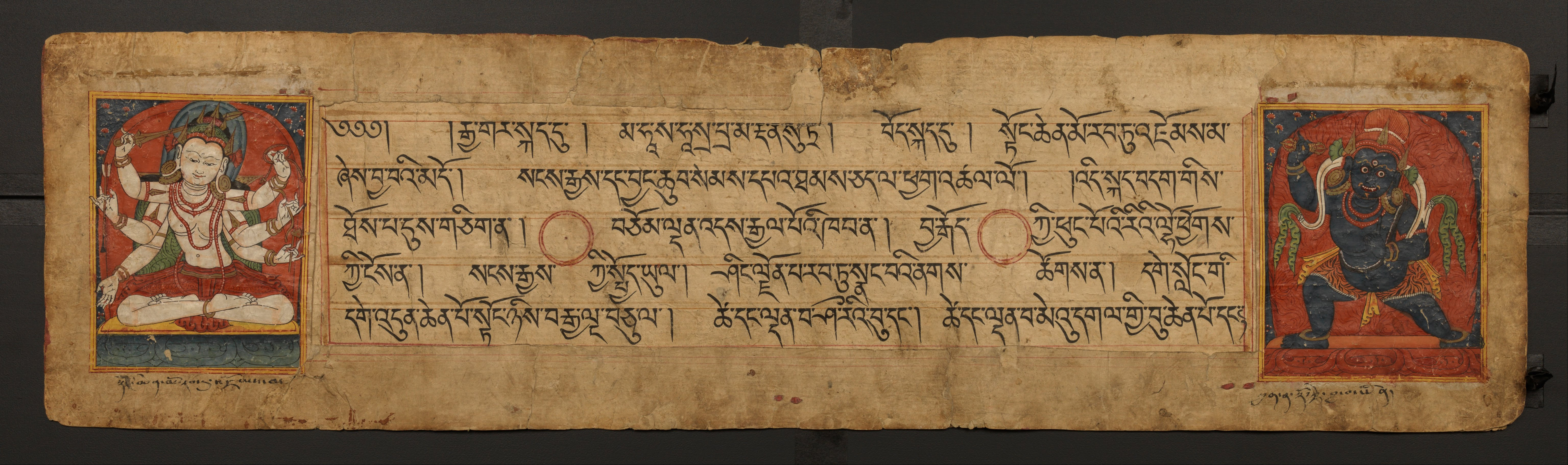
Сторінка манускрипту з Ваджрапані і Манджушрі
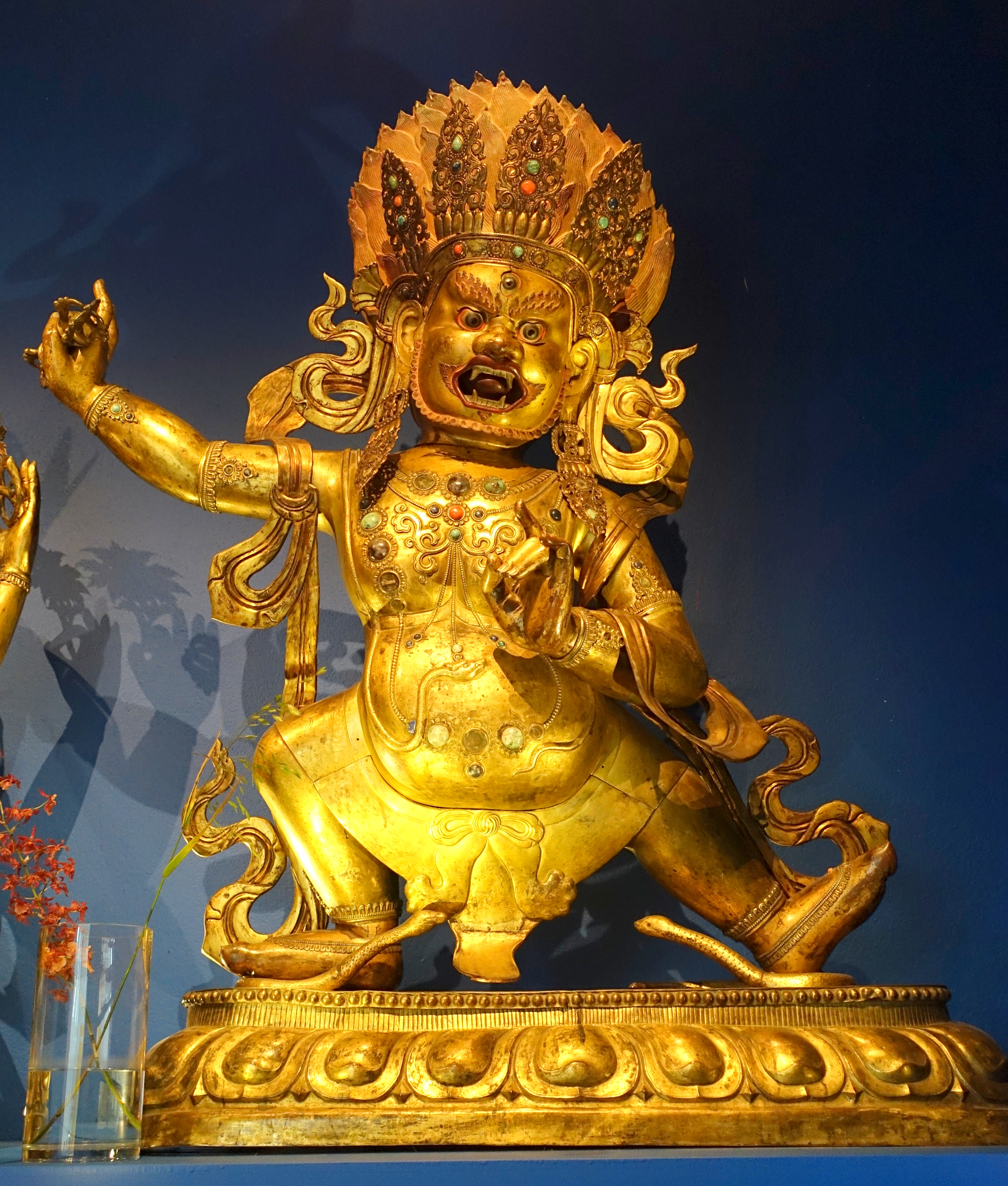
Ваджрапані from Rig Sum Gonpo (Lords of the Three Families), Efi Khalkha temple, Chahar, Inner Mongolia - Östasiatiska museet, Stockholm